# Sacred Heart
Sacred Heart är Dios tredje studioalbum, utgivet 1985. Det blev inte en lika stor framgång som de två första albumen. Det var gruppens sista album med gitarristen Vivian Campbell.
Skivomslaget har den latinska texten FINIS PER SOMNIVM REPERIO TIBI SACRA COR VENEFICVS OSTIVM AVRVM.

## Låtlista
Alla texterna är skrivna av Ronnie James Dio.
| 1. | King of Rock and Roll  | Vinny Appice, Jimmy Bain, Vivian Campbell, Dio | 3:49 |
| 2. | Sacred Heart           | Appice, Bain, Campbell, Dio                    | 6:27 |
| 3. | Another Lie            | Dio                                            | 3:48 |
| 4. | Rock 'n' Roll Children | Dio                                            | 4:32 |

| 5. | Hungry for Heaven        | Bain, Dio                   | 4:10 |
| 6. | Like the Beat of a Heart | Bain, Dio                   | 4:24 |
| 7. | Just Another Day         | Dio, Campbell               | 3:23 |
| 8. | Fallen Angels            | Appice, Bain, Campbell, Dio | 3:57 |
| 9. | Shoot, Shoot             | Appice, Bain, Campbell, Dio | 4:20 |

## Medverkande
Dio
- Ronnie James Dio – sång
- Vinny Appice – trummor
- Jimmy Bain – basgitarr
- Vivian Campbell – gitarr
- Claude Schnell – keyboard